# Contrabajeando
Albums de Astor Piazzolla y su Quinteto
5 año national
(1960) Piazzolla o no? Bailable y apiazolado
(1961)
Contrabajeando est une œuvre composée en 1953 par Astor Piazzolla en collaboration avec Aníbal Troilo. Pour cette composition, Piazzola reçoit le prix de Montevideo (variétés) en 1953. La partition est publiée en 1954 par la maison "editorial Julio Korn" à Buenos  Aires et également par les Éditions Universelles à Paris.
Le premier enregistrement date de 1961 par le premier quintette d'Astor Piazzolla, aussi dénommé « Quinteto Tango Nuevo (première époque) ».
Cette pièce est devenue une œuvre de référence pour la contrebasse et est fréquemment jouée lors des concerts et des auditions.

## Analyse
La pièce comporte une introduction plus ou moins longue à la contrebasse en forme de cadence de soliste puis le thème est exposé par la contrebasse avec accompagnement par l'ensemble. Un second thème prend la relève puis le premier thème revient conclure la pièce.
Au cours de la carrière de Piazzolla, la pièce s'est enrichie des apports liés aux travaux sur le tango nuevo  du compositeur.

## Enregistrements
- Astor Piazzolla y su Quinteto : Contrabajeando dans l'album Piazzolla Interpreta a Piazzolla, avec Astor Piazzolla - bandonéon, Simón Bajour - violon, Kicho Díaz - contrebasse, Horacio Malvicino - guitare, Jaime Gosis - piano (Argentine : label RCA Victor, 1 septembre 1961)[3].
- Barenboim/Mederos/Console :  Astor Piazzolla (1921-1992), Mi Buenos Aires Querido, (Teldec, 1996)[4]
- Quinteto Emedea, Modernísimo, transcriptions d'œuvres inédites d'Astor Piazzolla. (Contra / Tempo - CTP 02,  2019)[5].

## AlbumPiazzolla Interpreta a Piazzolla
L'album est publiée le 1er septembre 1961 chez le label RCA Victor en Argentine puis a été réédité plusieurs fois à travers le monde. Il a même été remasterisé en 2005 accompagné d'une édition critique.
| Piazzolla Interpreta a Piazzolla | Piazzolla Interpreta a Piazzolla | Piazzolla Interpreta a Piazzolla | Piazzolla Interpreta a Piazzolla | Piazzolla Interpreta a Piazzolla | Piazzolla Interpreta a Piazzolla | Piazzolla Interpreta a Piazzolla | Piazzolla Interpreta a Piazzolla | Piazzolla Interpreta a Piazzolla | Piazzolla Interpreta a Piazzolla |
| No                               | Titre                            | Durée                            |                                  |                                  |                                  |                                  |                                  |                                  |                                  |
| -------------------------------- | -------------------------------- | -------------------------------- | -------------------------------- | -------------------------------- | -------------------------------- | -------------------------------- | -------------------------------- | -------------------------------- | -------------------------------- |
| 1.                               | Adiós Nonino                     |                                  |                                  |                                  |                                  |                                  |                                  |                                  |                                  |
| 2.                               | Berretin                         |                                  |                                  |                                  |                                  |                                  |                                  |                                  |                                  |
| 3.                               | Contrabajeando                   |                                  |                                  |                                  |                                  |                                  |                                  |                                  |                                  |
| 4.                               | Tanguisimo                       |                                  |                                  |                                  |                                  |                                  |                                  |                                  |                                  |
| 5.                               | Decarisimo                       |                                  |                                  |                                  |                                  |                                  |                                  |                                  |                                  |
| 6.                               | Lo Que Vendra                    |                                  |                                  |                                  |                                  |                                  |                                  |                                  |                                  |
| 7.                               | La Calle 92                      |                                  |                                  |                                  |                                  |                                  |                                  |                                  |                                  |
| 8.                               | Calambre                         |                                  |                                  |                                  |                                  |                                  |                                  |                                  |                                  |
| 9.                               | Los Poseidos                     |                                  |                                  |                                  |                                  |                                  |                                  |                                  |                                  |
| 10.                              | Decarisimo                       |                                  |                                  |                                  |                                  |                                  |                                  |                                  |                                  |
| 11.                              | Nonino                           |                                  |                                  |                                  |                                  |                                  |                                  |                                  |                                  |
| 12.                              | Bando                            |                                  |                                  |                                  |                                  |                                  |                                  |                                  |                                  |
| 13.                              | Guitarrazo                       |                                  |                                  |                                  |                                  |                                  |                                  |                                  |                                  |
| <-- Durée totale des pistes -->  |                                  |                                  |                                  |                                  |                                  |                                  |                                  |                                  |                                  |

## Transcriptions et arrangements
La composition a fait l'objet de nombreuses adaptations et transcriptions pour divers instruments et formations, notamment :
- transcription pour piano seul (1954)[1],[6],
- transcription pour guitare seule[7]
- contrebasse ou violoncelle et ensemble à cordes[8]
- Astor Piazzolla : 3 Tangos pour quatuor de clarinettes, révision Florent Héau[9], collection Jean-François Verdier, éditions Billaudot